# Analyze This
Analyze This er en amerikansk gangsterkomediefilm fra 1999 instrueret og skrevet af Harold Ramis og med Robert De Niro og Billy Crystal i hovedrollerne som gangsterbossen og psykiateren. En fortsættelse, Analyze That, udkom i 2002. Desuden spiller Lisa Kudrow og Chazz Palminteri med.

## Medvirkende
- Robert De Niro som Paul Vitti
- Billy Crystal som Ben Sobel M.D.
- Lisa Kudrow som Laura MacNamara
- Chazz Palminteri som Primo Sindone
- Joe Viterelli som Jelly
- Kyle Sabihy som Michael
- Pat Cooper som Sal Masiello
- Joe Rigano som Manetta
- Leo Rossi som Carlo Mangano
- Richard S. Castellano som Jimmy
- Pasquale Cajano som Frankie Zello
- Gene Ruffini som Joe Baldassare

## Ekstern henvisning
- Analyze This på Internet Movie Database (engelsk)
- Analyze This på Filmdatabasen
- Analyze This på Scope
- Analyze This i Svensk Filmdatabas (svensk)
- Analyze This på AlloCiné (fransk)
- Analyze This på MovieMeter (nederlandsk)
- Analyze This på AllMovie (engelsk)
- Analyze This hos American Film Institute (engelsk)
- Analyze This' profil hos Encyclopædia Britannica Online (engelsk)
- Analyze This på Turner Classic Movies (engelsk)